# Atimura dentipes
Atimura dentipes es una especie de escarabajo del género Atimura, familia Cerambycidae. Fue descrita científicamente por Holzschuh en 2010.
Se distribuye por Sri Lanka. Posee una longitud corporal de 5,7-7,1 milímetros. La dieta de Atimura dentipes comprende una gran diversidad de plantas y arbustos de la familia Combretaceae y Sapotaceae, entre ellas, las especies Terminalia arjuna y Manilkara hexandra.